# Erodiophyllum
Erodiophyllum är ett släkte av korgblommiga växter. Erodiophyllum ingår i familjen korgblommiga växter.
Kladogram enligt Catalogue of Life:
| Erodiophyllum | \| \| Erodiophyllum acanthocephalum \| \| \| \| \| \| Erodiophyllum elderi \| \| \| \| |
|               | \| \| Erodiophyllum acanthocephalum \| \| \| \| \| \| Erodiophyllum elderi \| \| \| \| |
|               | Erodiophyllum acanthocephalum                                                          |
|               |                                                                                        |
|               | Erodiophyllum elderi                                                                   |
|               |                                                                                        |